# Miquel Àngel Llauger

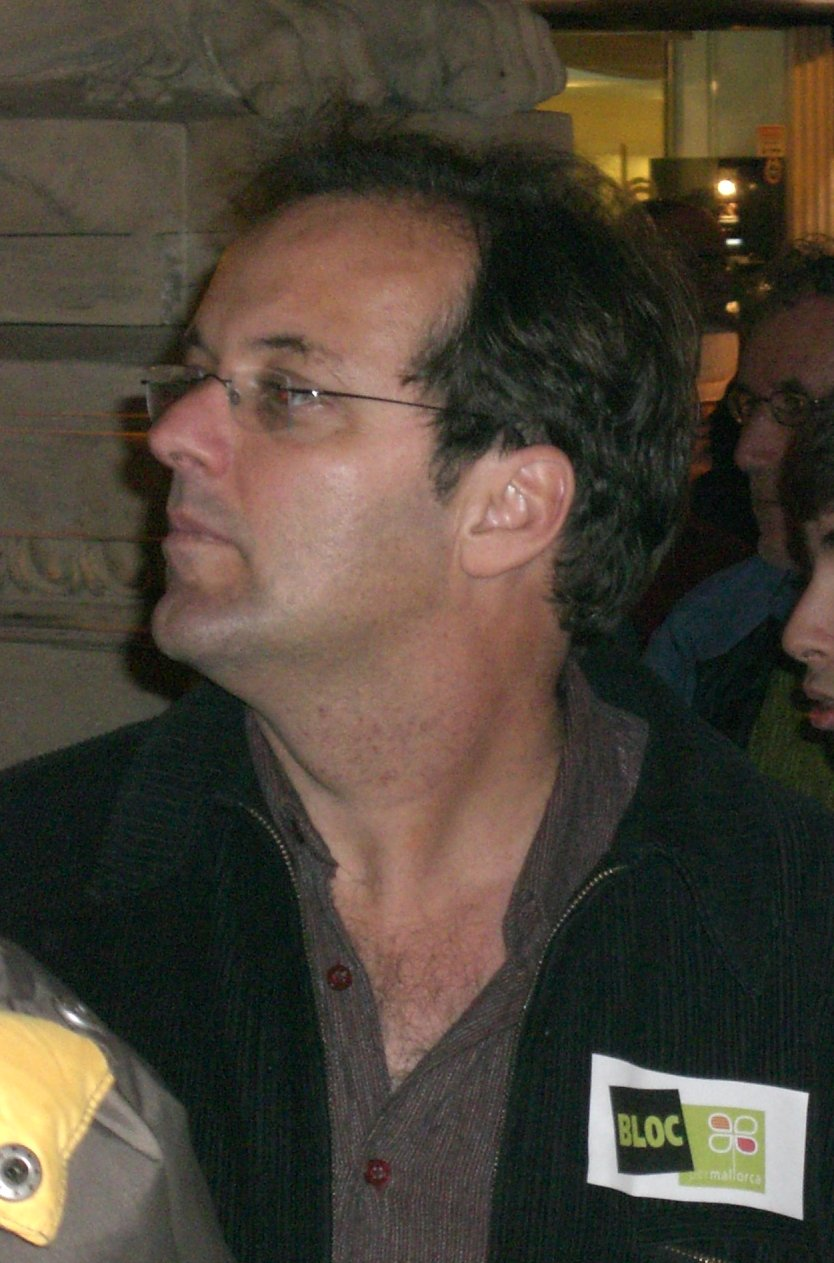
Llauger el pasado 2006.

Miquel Àngel Llauger i Rosselló (Palma de Mallorca, 1963) es un político ecologista español, perteneciente a Los Verdes de Mallorca.
Residente en Alcudia, es licenciado en Filología Catalana, y profesor de secundaria de inglés. Ha escrito tres libros de versos y uno de relatos. Fue coordinador general de Los Verdes de Mallorca entre 2004 y 2007 y diputado en el Parlamento de las Islas Baleares desde las elecciones de 2007, elegido en las listas del Bloque por Mallorca. Es el portavoz suplente del grupo parlamentario Bloque por Mallorca y PSM-Verdes.